# Municipio de Liberty (condado de Cole)
El municipio de Liberty (en inglés: Liberty Township) es un municipio ubicado en el condado de Cole en el estado estadounidense de Misuri. En el año 2010 tenía una población de 7330 habitantes y una densidad poblacional de 65,57 personas por km².

## Geografía
El municipio de Liberty se encuentra ubicado en las coordenadas 38°31′9″N 92°4′29″O / 38.51917, -92.07472. Según la Oficina del Censo de los Estados Unidos, el municipio tiene una superficie total de 111.79 km², de la cual 104,38 km² corresponden a tierra firme y (6,63 %) 7,41 km² es agua.

## Demografía
Según el censo de 2010, había 7330 personas residiendo en el municipio de Liberty. La densidad de población era de 65,57 hab./km². De los 7330 habitantes, el municipio de Liberty estaba compuesto por el 77,14 % blancos, el 22,07 % eran afroamericanos, el 0,33 % eran amerindios, el 0,14 % eran asiáticos, el 0,01 % eran isleños del Pacífico y el 0,31 % eran de una mezcla de razas. Del total de la población el 0,87 % eran hispanos o latinos de cualquier raza.